# Kerivoula smithii
Kerivoula smithii é uma espécie de morcego da família Vespertilionidae. Pode ser encontrado na Nigéria, Camarões, República Democrática do Congo, Uganda e Quênia.